# Lovingston
Lovingston è un census-designated place (CDP) degli Stati Uniti d'America, situato nello stato della Virginia, nella contea di Nelson. Secondo il censimento del 2020 gli abitanti di Lovingston ammontavano a 503.

## Storia
La città fu fondata nel 1807 ed è stata la sede della contea di Nelson dal 1809.

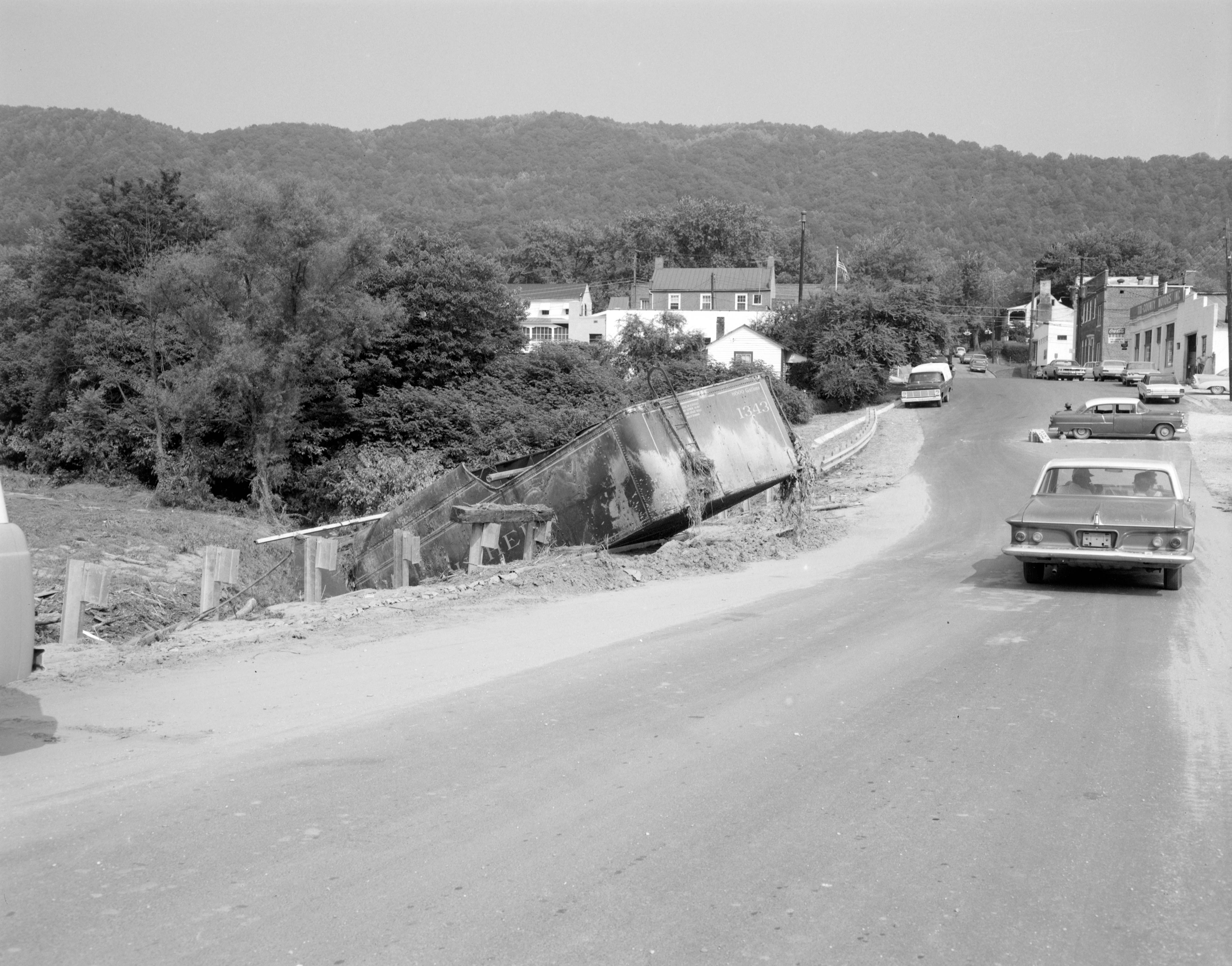
Danni causati dall'uragano Camille alla periferia di Lovingston

Nel 1969 la città fu colpita dall'uragano Camille che portò alla distruzione di diversi edifici ed alla morte di 3 cittadini. Lovingston diventò il centro delle operazioni di soccorso dopo la tempesta.